# 모량 단층
모량 단층(牟梁 斷層, Moryang Fault)은 대한민국 경상 분지 남동부 경주시 안강읍에서 건천읍 모량리와 배내골을 지나 김해시까지 이어지며 경상 누층군과 불국사 화강암을 절단하는 총 연장 90 km의 북북동-남남서 방향의 주향 이동 단층다. 양산 단층대의 일부인 이 단층은 모량 지질도폭(1971)에서 처음 보고되었으며 김해시에서 경주시 안강읍까지 이어지는 연속적인 선상구조와 단층곡으로 인지된다. 특히 울산 배내골 일대에서 뚜렷한 선상구조와 단층곡을 형성하고 있다. K-Ar 연대측정 결과 모량 단층의 운동 시기는 신생대 고제3기인 5700만 년 전과 신제3기 마이오세에 해당하는 1900만년 전으로 보고되었다.

## 모량 단층에 대한 지질학적 연구
모량 단층은 양산 단층대의 주 단층인 양산 단층과, 부산광역시를 지나며 고리원자력발전소에 인접한 동래 단층 및 일광 단층에 비해 상대적으로 인기가 없어 현재까지 모량 단층에 대한 지질학적 연구는 지질도폭에서의 보고 외에 아래 5개가 전부이다. 모량 단층은 기존의 모량(1971), 언양(1972), 양산(1987) 및 김해 지질도폭(1964)에서 보고되었으나 모량 단층에 대한 자세한 설명이 별로 없다.
- 최한우와 장태우(1999)는 경주시 건천읍-양산시 원동면 간 지역의 모량 단층 주변에 발달하는 절리들을 조사하였다. 양산시 원동면의 배태고개, 원동면 선리, 경주시 건천읍 화천리 등에서 모량 단층의 파쇄대가 발견되었으며 석남사 북부에서는 단층곡이 현저하지 않고 단층대의 폭도 줄어들어 단층의 발달이 미약한 것으로 추정된다. 모량 단층 주변에는 부수적인 소규모 단층들이 발달하며 이들의 주향은 모량 단층과 평행한 북동 10~30°방향이 가장 우세하나 북서 70~80°방향도 나타난다. 가장 우세한 방향의 절리는 북북동 및 동-서 방향이며 단층에서 멀어질수록 절리의 간격이 커지고, 단층에 가까워질수록 절리의 밀도가 높게 나타난다.[5]
- 방기문과 우상우(2000)는 국도 제24호선의 가지산터널 공사와 관련하여 울산광역시 울주군 상북면 덕현리 덕현천 일대에 발달하는 모량 단층의 특성을 규명하기 위해 선구조 분석, 지표 지질조사, 전기 비저항 탐사, 시추조사 및 칼륨-아르곤 연대 측정 등을 수행하였다. 그 결과 이 지역의 모량 단층은 주향이 북동 20~30°, 경사는 북서 70°~수직이며 전기 비저항 탐사 결과 저비저항대가 확인되었고 단층폭은 20~80 m, 깊이는 50 m 이상인 것으로 규명되었다. 단층점토의 K-Ar 절대연령은 5700±1.129 (고제3기) 및 1900±0.380 (신제3기)만년으로 측정되었다.[6]
- 활성단층지도 및 지진위험지도 제작 보고서(2012, 이하 활성단층 보고서)에서는 울주군 상북면 덕현리 행정마을과 양산시 원동면 지역에서 5개의 단층 노두를 보고하였다.[2]
- 신재열 외(2019)는 양산 단층대 남부 지역의 단층지형 분석을 통해 활성단층의 추적을 연구하였다. 이 연구로 김해시 주촌면 원지리에서 단층애와 굴절 하도 그리고 선상지 지형이 확인되었다. 전기 비저항 탐사 결과 추정 단층선의 존재를 지시하는 저비저항 이상대가 확인되었다.[7]
- 최성자 외(2021)는 동래 단층이나 일광 단층에 비해 모량 단층에 대한 구체적인 정보가 거의 없는 점을 지적하며 울산-경주 지역에서 야외 조사를 실시하고 모량 단층의 운동 성향을 분석했다. 이 연구에서 아래와 같이 경주-울산 간 9개 지점의 노두가 확인되었고 기반암의 단층 내에서 좌수향 성분을 갖는 역단층 운동과 좌수향 및 우수향 주향이동 운동이 관찰되었으며, 미고결 퇴적층이 형성된 이후에는 단층의 서측이 동쪽으로 상승하는 우수향성 역단층 운동을 하였던 것으로 드러났다.[3]

## 모량 단층의 자취 (단층의 노두)
모량 단층은 안강, 모량, 덕현, 원동, 김해를 잇는 선상의 단층곡으로부터 인지된다. 단층곡의 폭은 100~300 m 내외로 양산 단층(400 m~1 km)에 비해 좁다. 단층곡의 선상구조는 김해시에서 울산광역시 울주군 상북면 소호리까지는 뚜렷하나 그 이북에서는 선상구조가 분절되어 있어 뚜렷하지 않다.

### 경주시
모량 지질도폭(1971)에서는 경주시 건천읍 모량리에서 화천리, 내남면 비지리를 지나 울산광역시 상북면 소호리를 잇는 단층으로 보고되었다. 본 단층은 단층선을 따라 전단대(shear zone)가 발달하고 단층 외연부에서 중앙부로 가면서 단층의 주향은 북동에서 북서 방향으로 변하고 경사 역시 남동에서 남서로 바뀌며 서쪽이 북쪽으로 향해 하강한 단층으로 해석되었다.

#### 대현리 지점
최성자 외(2021)에 의해 경주시 산내면 대현리(N 35°38'52.54", E 129°03'55.69")에 신축한 펜션 옆 계곡에 단층의 노두가 발견되었다. 이곳에는 조립질의 언양 화강암이 분포하며 계곡을 따라 발달한 단층 파쇄대 내 단층의 주향은 북동 5~10°, 경사는 북서 80°이다. 제4기 지층의 변형은 없다.

### 울산광역시
언양 지질도폭(1972)에서는 경상 누층군 유천층군 주산안산암질암과 백악기 언양 화강암을 지나는 단층으로 울주군 상북면 덕현리-이천리 간 지역 계곡 상부에 소규모의 전단대가 발견될 뿐이며 이동 방향이나 낙차는 확인되지 않았다.
활성단층 보고서(2012)에서는 1개, 최성자 외(2021)는 7개 지역에서 모량 단층의 노두를 보고하였다.

#### 덕현리 행정마을 지점
울산광역시 울주군 상북면 덕현리 행정마을의 신축 주택 공사 현장(N 35°36'59.66", E 129°02'33.92")에서 모량 단층의 노두가 발견되었다. 이 단층은 백악기 언양 화강암과 제4기 충적층 사이에 발달하는 우수향 횡인장성 사교 단층으로 언양 화강암을 덮는 제4기 충적층의 부정합면이 단층에 의해 잘려 있다. 북동 65/56°의 주향과 남동 85/84°의 경사를 가지는 2조의 단층은 부정합면을 절단하나 제4기층은 절단하지 못한다. 단층파쇄대의 폭은 1 m, 단층의 변위량은 0.5~1 m이다.

#### 덕현리 북부 지점
울산광역시 울주군 상북면 덕현리 북부(N 35°37'24.20", E 129°03'8.87", 구 덕현삼거리 북동쪽 800 m 지점)는 지형적으로 낮은 구릉지의 고개로서 북동-남서 방향 협곡이며 단층대의 폭도 매우 좁은 화강암 파쇄대이다.

#### 덕현삼거리 지점
울산광역시 울주군 상북면 덕현리 중부(N 35°37'0.99", E 129°02'49.14")의 노두는 구 덕현삼거리 하천변에 드러나 있었으나 현재는 하천 사방공사로 노두가 소멸되었다. 하천변에 노출된 폭 1.4 m의 주 단층대는 언양 화강암을 관입한 중성암맥에 발달하고 있으며, 주 단층의 주향과 경사는 북동 38°및 북서 80°이며 하상에서 이를 자르고 있는 하나의 소규모 단층이 관찰된다. 이들 단층은 역단층(서측이 상승), 우수향 및 좌수향 주향이동을 지시한다.

#### 살티마을 지점
울산광역시 울주군 상북면 덕현리 남부의 살티마을 내(N 35°36'34.12", E 129°02'25.82")에 발달한 노두는 유문암질 화산암 내에 발달하며 단층을 따라 폭 1 m의 암맥이 관입하였다. 단층의 주향은 북동 30°, 경사는 북서 47°이며 단층경면의 단층조선은 정단층의 운동 감각을 보인다.
울산광역시 울주군 상북면 덕현리 남부 청수골 입구(N 35°35'47.17", E 129°02'3.79")의 단층은 화강암에 폭 20 m의 단층 파쇄대를 형성하며 주향은 북동 8°및 북동 86°, 경사는 북서 74°및 북서 81°두 방향이 확인된다. 단층의 절리와 암맥은 좌수향 주향이동을 지시한다.

#### 배내골입구삼거리 지점
울산광역시 울주군 상북면 덕현리 남부의 국지도 제69호선이 지나는 배내골입구삼거리(N 35°35'44.04", E 129°01'57.35", 구 석리삼거리)의 동측 사면에는 언양 화강암에 폭 2 m의 단층대가 발달하며 주향은 북동 10°, 경사는 북서 85°이다.

#### 청수골 지점
울산광역시 울주군 상북면 덕현리 남부(N 35°35'38.42", E 129°01'58.64")는 청수골 계곡의 하천이 사행하는 곳으로 하천 바닥의 언양 화강암 내에 북동 15°주향의 단층파쇄대가 발달하며 우수향 주향이동 운동을 보인다.

#### 배내고개 지점
울산광역시 울주군 상북면 덕현리와 양등리의 경계에 위치한 배내미고개 정상부(배내고개, N 35°34'50.17", E 129°1'37.84")에는 주향 북동 14~18°, 경사 북서 78°~수직인 단층을 경계로 단층 동측에 미고결 퇴적층이, 단층 서측에 백악기 경상 누층군 유천층군의 화산암이 분포한다. 미고결 퇴적층의 두께에 의해 단층의 수직 낙차는 최소 수 m 이상으로 보이며 단층조선에 의해 이 단층은 주향 이동 및 우수향의 역단층 운동을 한 것으로 분석된다.

### 양산시
밀양 지질도폭(1987, 모량 단층이 지나는 부분은 행정구역상 모두 양산시에 속함)에서는 북동 20°주향의 선상구조와 경상 누층군 유천층군 주사산안산암질암류와 운문사유문암질암류 및 불국사 화강암의 오프셋(offset)을 근거로 모량 단층의 존재를 추정하였다. 지질도에 의하면 불국사 화강암에 해당하는 흑운모 화강암은 원동면 영포리 지역에서 우수향으로 1 km 정도 변위되어 있다. 또한 양산시 원동면 내포리 지역에서는 원동면 영포리에서 화제리를 지나 물금읍 범어리로 이어지는 북서 50°주향의 어영 단층이 모량 단층에 의해 우수향으로 절단되어 있다. 단층은 양산시 원동면 선리에서 밀양호 동쪽과 원동면 내포리를 지나 낙동강을 건넌 다음 김해시 상동면 여차리로 이어진다.
활성단층 보고서(2012)에서는 양산시 원동면 영포리의 4개 지역에서 모량 단층의 노두가 보고되었다.
영포리 배태마을 옆 영포천(N 35°26'07.9", E 128°57'01.6")에는 백악기 불국사 화강암 내에 북서 주향과 북동 경사를 가지는 2조의 단층이 관찰되며 좌수향 주향이동성 운동 감각을 보인다.
영포리 배태마을 옆 영포천(N 35°25'52.8", E 128°56'51.9")에는 백악기 불국사 화강암 내에 북동 86°의 주향과 남동 86°의 경사를 가지는 단층이 발달하며 주변에 발달하는 전단 단열들의 기하학적 특징으로 보아 좌수향 주향이동으로 판단된다.
영포리 배태마을 옆 영포천(N 35°25'50.2", E 128°56'49.1")에는 백악기 불국사 화강암 내에 북동 15°의 주향과 남동 77°의 경사를 가지는 단층이 발달하며 주변 단열들의 기하학적 특징을 고려할 때 우수향 주향 이동 단층으로 추정된다.
영포리 산내들가든(양산시 원동면 어영길 58-1) 남쪽 50 m 지점(N 35°24'58.4", E 128°56'06.8")에는 백악기 경상 누층군 유천층군 유문암질 응회암 내에 폭 30 cm의 단층파쇄대가 발달하며 단층비지의 주향은 북동 59°, 경사는 북서 88°으로 운동 감각은 우수향 주향이동이다.

### 김해시
김해 지질도폭(1964)에서는 모량 단층이 김해시 상동면 일대에 발달한 4조의 북북동 방향의 수직 단층들 중 하나이며 경상 누층군 신라층군(유천층군) 주산안산암질암과 규장반암을 절단한다고 설명하였다. 지질도 상에서 단층선은 김해시 생림면 사촌리까지만 기재되어 있다.
김해시 주촌면 원지리 일대에는 북동-남서 주향의 단층곡과 추정 단층선이 지나고 있으며, 모량 단층의 주단층대가 지날 것으로 추정되는 곳이다. 단층곡의 서측 산지는 급경사의 단애 형태를 보이며 일부 산록부는 삼각말단면이 형성되어 있고 산지의 계곡이 원지천에 유입하는 합류부는 약 1.5 m 내외의 수직 단차를 보이는 폭포의 형태로 나타난다. 이는 단층곡 서측 산지가 단층 운동에 의해 융기했음을 지시한다. 대리큰소류지에서 남서로 흐르는 원지천은 계곡 합류부 지점에서 유로의 변경이 나타난다. 전기 비저항 탐사 결과 추정 단층선의 존재를 지시하는 저비저항 이상대가 확인되었다.
| 위치                              | 좌표                                                                          | 지질                            | 성향                                     | 주향              | 경사              | ESR 연대측정값 | 비고                 |
| --------------------------------- | ----------------------------------------------------------------------------- | ------------------------------- | ---------------------------------------- | ----------------- | ----------------- | -------------- | -------------------- |
| 경주시 산내면 대현리              | 북위 35° 38′ 52.54″ 동경 129° 03′ 55.69″ / 북위 35.6479278° 동경 129.0654694° | 백악기 언양 화강암              |                                          | 북동 5~10°        | 북서 80°          | -              | 제4기 활동 없음      |
| 울산광역시 울주군 상북면 덕현리   | 북위 35° 37′ 24.20″ 동경 129° 03′ 8.87″ / 북위 35.6233889° 동경 129.0524639°  | 백악기 언양 화강암              |                                          | 북동 10°          |                   | -              |                      |
| 울산광역시 울주군 상북면 덕현리   | 북위 35° 37′ 0.99″ 동경 129° 02′ 49.14″ / 북위 35.6169417° 동경 129.0469833°  | 백악기 언양 화강암              | 역단층성 우수향 주향이동 좌수향 주향이동 | 북동 38° 북동 78° | 북서 80° 남동 78° | -              | 사방공사로 노두 소멸 |
| 울산광역시 울주군 상북면 덕현리   | 북위 35° 36′ 59.66″ 동경 129° 02′ 33.92″ / 북위 35.6165722° 동경 129.0427556° | 백악기 언양 화강암 제4기 충적층 | 우수향 횡인장성 사교단층                 | 북동 65° 북동 56° | 남동 85° 남동 84° | -              | 제4기층 절단 못함    |
| 울산광역시 울주군 상북면 덕현리   | 북위 35° 36′ 34.12″ 동경 129° 02′ 25.82″ / 북위 35.6094778° 동경 129.0405056° | 백악기 유문암질 화산암          | 정단층                                   | 북동 30°          | 북서 47°          | -              |                      |
| 울산광역시 울주군 상북면 덕현리   | 북위 35° 35′ 47.17″ 동경 129° 02′ 3.79″ / 북위 35.5964361° 동경 129.0343861°  | 백악기 언양 화강암              | 좌수향 주향이동                          | 북동 8° 북동 86°  | 북서 74° 북서 81° | -              |                      |
| 울산광역시 울주군 상북면 덕현리   | 북위 35° 35′ 44.04″ 동경 129° 01′ 57.35″ / 북위 35.5955667° 동경 129.0325972° | 백악기 언양 화강암              |                                          | 북동 10°          | 북서 85°          | -              |                      |
| 울산광역시 울주군 상북면 덕현리   | 북위 35° 35′ 38.42″ 동경 129° 01′ 58.64″ / 북위 35.5940056° 동경 129.0329556° | 백악기 언양 화강암              | 우수향 주향이동                          | 북동 15°          |                   | -              |                      |
| 울산광역시 울주군 상북면 배내고개 | 북위 35° 34′ 50.17″ 동경 129° 01′ 37.84″ / 북위 35.5806028° 동경 129.0271778° | 미고결 퇴적층                   | 주향이동 및 우수향 역단층                | 북동 14~18°       | 북서 78°~수직     | -              |                      |
| 경상남도 양산시 원동면 영포리     | 북위 35° 26′ 07.9″ 동경 128° 57′ 01.6″ / 북위 35.435528° 동경 128.950444°     | 백악기 불국사 화강암            | 좌수향 주향이동                          | 북서 85° 북서 60° | 북동 81° 북동 76° | -              | 변위 측정 불가       |
| 경상남도 양산시 원동면 영포리     | 북위 35° 25′ 52.8″ 동경 128° 56′ 51.9″ / 북위 35.431333° 동경 128.947750°     | 백악기 불국사 화강암            | 좌수향 주향이동                          | 북동 84°          | 남동 86°          | -              |                      |
| 경상남도 양산시 원동면 영포리     | 북위 35° 25′ 50.2″ 동경 128° 56′ 49.1″ / 북위 35.430611° 동경 128.946972°     | 백악기 불국사 화강암            | 우수향 주향이동                          | 북동 15°          | 남동 77°          | -              |                      |
| 경상남도 양산시 원동면 영포리     | 북위 35° 24′ 58.4″ 동경 128° 56′ 06.8″ / 북위 35.416222° 동경 128.935222°     | 백악기 경상 누층군 유천층군     | 우수향 주향이동                          | 북동 59°          | 북서 88°          | -              |                      |

## 같이 보기
- 한국의 단층
- 양산 단층대
  - 동래 단층
  - 일광 단층
- 한국의 지질
- 한국의 지진
- 2016년 경주 지진